# Gracias a Dios, Tila
Gracias a Dios är en ort i Mexiko.   Den ligger i kommunen Tila och delstaten Chiapas, i den sydöstra delen av landet, 800 km öster om huvudstaden Mexico City. Gracias a Dios ligger 947 meter över havet och antalet invånare är 172.
Terrängen runt Gracias a Dios är kuperad norrut, men söderut är den bergig. Runt Gracias a Dios är det ganska tätbefolkat, med 67 invånare per kvadratkilometer. Närmaste större samhälle är Yajalón, 7,6 km sydost om Gracias a Dios. I omgivningarna runt Gracias a Dios växer i huvudsak städsegrön lövskog.